# Lod (stacja kolejowa)
Lod (hebr. לוד, Tachanat ha-rakevet Lod; oficjalna pisownia w ang. Lod Railway Station) – stacja kolejowa położona w mieście Lod, w Izraelu. Znajduje się w pobliżu drogi ekspresowej nr 44.

## Historia

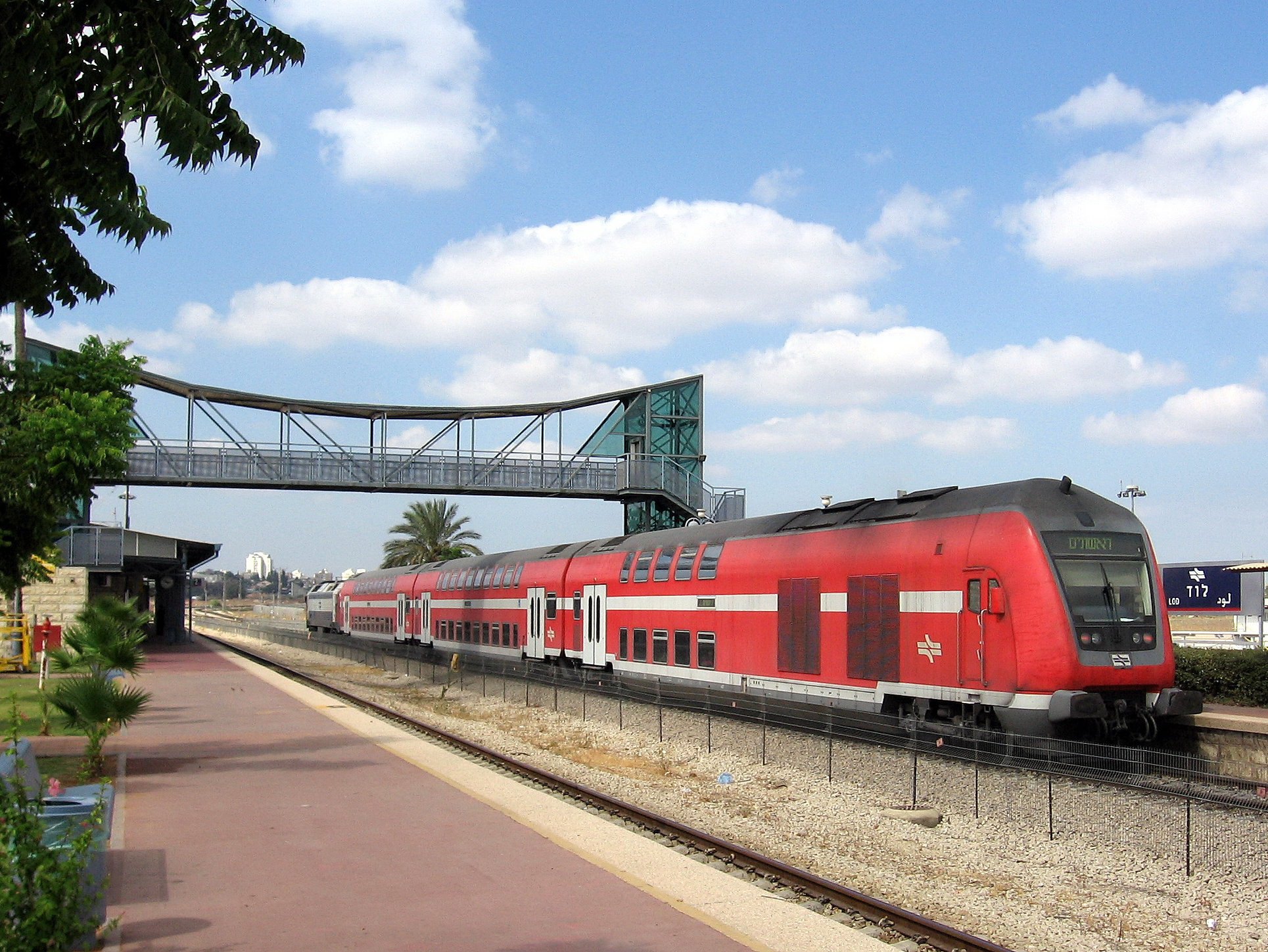
Piętrowy pociąg Bombardier na stacji w Lod

Plan stacji

Stacja kolejowa została wybudowana w 1891 i oficjalnie otwarta we wrześniu 1892. Była ona położona na południowo-zachodnich przedmieściach Lod, i obsługiwała linię kolejową łączącą Jafę z Jerozolimą. W jej otoczeniu rozciągały się wówczas sady owocowe i gaje oliwne. Jednak rozwój kolei przyczynił się także do rozwoju miasta i przekształcił całą okolicę. Przez wiele lat znajdował się tutaj najważniejszy węzeł kolejowy Palestyny z dużymi magazynami kolejowymi i parowozownią.
Po I wojnie światowej Brytyjczycy przystąpili do przebudowy szerokości torów w Mandacie Palestyny. Kolej normalnotorowa używa torów z odległością między szynami wynoszącą 1435 mm. Przy tej okazji, w latach 1917–1920 stacja kolejowa Lod przeszła gruntowną przebudowę. Pierwotny budynek dworcowy służy obecnie jako stacja pogotowia ratunkowego.

## Dane ogólne
Stacja kolejowa Lod jest obsługiwana przez izraelskie państwowe przedsiębiorstwo transportu publicznego Rakewet Jisra’el.
Stacja posiada dwa perony i cztery tory. Perony obsługują pociągi poruszające się w obu kierunkach. Stacja jest dostępna od strony Joseftal Ave. Przejście pomiędzy peronami odbywa się przez kładkę nadziemną, w której zainstalowano windy dla osób niepełnosprawnych. Wyjście z peronów odbywa się poprzez podziemny tunel.
Stacja jest przystosowana dla osób niepełnosprawnych . Tuż przy stacji jest przystanek autobusowy i parking na około trzysta samochodów.

## Połączenia
Pociągi z Lod jadą do Jerozolimy, Bet Szemesz, Tel Awiwu, Bene Berak, Petach Tikwy, Rosz ha-Ajin, Kefar Sawy, Naharijji, Hajfy, Riszon le-Cijjon, Binjamina-Giwat Ada, Netanji, Rechowot, Aszkelonu i Beer Szewy.